# Генетична дискримінація
Генетична дискримінація трактується як різне або упереджене ставлення до людини (порівняно зі ставленням до інших людей) на основі даних про її генетичну інформацію, що може проявлятися, наприклад, у відмові в можливостях, правах, перевагах тощо.
У контексті охорони здоров'я генетична дискримінація може стосуватися людей, яких лікують на основі їх генетичного статусу, а не за якимось більш релевантним критерієм.
Національний інститут дослідження геному людини США (англ. National Human Genome Research Institute) вказує, що генетична дискримінація — це упередження, спрямоване проти людей, які мають або можуть мати генетичне захворювання.
Френсіс Коллінз — директор Національного інституту охорони здоров'я США:
|  | «Генетична дискримінація — це ситуація, коли чиюсь ДНК використовується проти них у різних умовах — охорона здоров'я, робоче місце, страхування, доступ до допомоги по інвалідності, чи навіть у сфері освіти. Університет хоче подивитися на вашу ДНК перш ніж вирішити чи прийняти вас на навчання? Це було б не дуже добре. Це в основному питання громадянських прав; ви не можете вибрати свою ДНК.» |

Таким чином, генетична дискримінація може призвести до обмеження можливості населення задовольнити такі потреби, як охорона здоров'я, страхування, забезпечення житлом, репродуктивна (статева) свобода та зайнятість.

## Генетична дискримінація у страхуванні
У сфері страхування генетична дискримінація може призводити до встановлення більш високих тарифів або відмови у страховому захисті безсимптомних здорових людей, які мали, наприклад, ген серповидноклітинної анемії, або інший ген, який визначає схильність їх чи їх дітей до майбутнього захворювання, такого як, наприклад, хвороба Гантінгтона, онкологічних захворювань, гемохроматозу, сімейної гіперхолестеринемії.
Страхові компанії розрізняють раціональну (актуарну) та ірраціональну дискримінацію (rational (actuarial) — irrational discrimination); юристи — легальну й нелегальну (заборонену) (legal — illegal (illicit) discrimination). При цьому, використання в односторонньому порядку страховими компаніями даних генетичних аналізів страхувальників може приводити до генетичної дискримінації. Так, на початку 1970-х років деякі страхові компанії у США відмовляли у страховому захисті або встановлювали вищі тарифи для афроамериканців, що мали ген серповидноклітинної анемії. На додаток, наразі є відомі факти відмови в страховому захисті людей, у яких виявлено мутацію в гені MSH6. Як негативний наслідок ризику генетичної дискримінації у страхуванні населення відмовляється брати участь у генетичних дослідженнях, що проводяться іншими науковими організаціями, через імовірність використання їх результатів страховими компаніями.

## Законодавство

### Конвенція про захист прав і гідності людини щодо застосування біології та медицини: Конвенція про права людини та біомедицину

#### Стаття 11. Заборона дискримінації
|  | Будь-яка форма дискримінації особи за ознакою її генетичної спадковості забороняється. |

#### Стаття 12. Прогностичне генетичне тестування
|  | Тести, які прогнозують генетичні захворювання або які дозволяють визначити особу як носія гена, що відповідає за захворювання, чи виявити генетичну схильність чи сприйнятливість до того чи іншого захворювання, можуть проводитися тільки в інтересах здоров'я або для наукових досліджень, пов'язаних із інтересами здоров'я, та з урахуванням відповідних консультацій спеціаліста-генетика. |

### Загальна декларація про геном людини та права людини

#### Стаття 6.
|  | За ознакою генетичних характеристик ніхто не може піддаватися дискримінації, цілі чи результати якої є посяганням на права людини, основні свободи та людську гідність. |